# São Miguel de Oriz
São Miguel de Oriz ist ein Ort und eine ehemalige Gemeinde (Freguesia) im Norden Portugals.
São Miguel de Oriz gehört zum Kreis Vila Verde im Distrikt Braga. Die Gemeinde hatte eine Fläche von 2,4 km² und 235 Einwohner (Stand 30. Juni 2011).
Am 29. September 2013 wurden die Gemeinden Oriz (São Miguel) und Oriz (Santa Marinha) zur neuen Gemeinde União das Freguesias de Oriz (Santa Marinha) e Oriz (São Miguel) zusammengeschlossen.